# Achilles (automobil)
Achilles byla značka automobilů vyráběných britskou firmou B. Thomson & Co. Ltd. ve Frome v letech 1903 až 1908.
Šlo o pět rozdílných modelů, které byly osazeny motory firmy De Dion-Bouton či Aster. Přenos síly motoru na zadní nápravu zajišťoval kardan. V roce 1903 nabízený typ 6 hp používal jednoválcový motor, modely od roku 1904 řadové dvouválce s výkonem 8, 9 a 12 k. Většina mechanických dílů byla nakupována u dodavatelů, pravděpodobně pouze karoserie byla dílem firmy B. Thomson.

## Zajímavost
Vůz Achilles se objevil ve francouzském komiksu Achille Talon kreslíře Michel Régniera, známého pod pseudonymem Greg.